# Lista över fornlämningar i Tierps kommun
Lista över fornlämningar i Tierps kommun är en förteckning av ett urval av de fornlämningar som finns i Tierps kommun.

## Dannemora
| Namn                          | Lämningstyp         | Tillkomsttid | Historisk indelning | Plats | Läge                 | ID-nr          | Bild                                 |
| ----------------------------- | ------------------- | ------------ | ------------------- | ----- | -------------------- | -------------- | ------------------------------------ |
| Rundbo torp (Tegelsmora 76:1) | Lägenhetsbebyggelse |              | Dannemora, Uppland  |       | 60.231501, 17.774564 | 10027400760001 | Ladda upp en bild av detta fornminne |

## Hållnäs
| Namn          | Lämningstyp             | Tillkomsttid | Historisk indelning | Plats | Läge                 | ID-nr          | Bild                                 |
| ------------- | ----------------------- | ------------ | ------------------- | ----- | -------------------- | -------------- | ------------------------------------ |
| Hållnäs 1:1   | Gravfält                |              | Hållnäs, Uppland    |       | 60.475490, 17.969214 | 10024000010001 | Ladda upp en bild av detta fornminne |
| Hållnäs 2:1   | Stensättning            |              | Hållnäs, Uppland    |       | 60.476111, 17.968324 | 10024000020001 | Ladda upp en bild av detta fornminne |
| Hållnäs 2:2   | Stensättning            |              | Hållnäs, Uppland    |       | 60.476215, 17.968004 | 10024000020002 | Ladda upp en bild av detta fornminne |
| Hållnäs 4:1   | Gravfält                |              | Hållnäs, Uppland    |       | 60.477323, 17.967518 | 10024000040001 | Ladda upp en bild av detta fornminne |
| Hållnäs 5:1   | Gravfält                |              | Hållnäs, Uppland    |       | 60.477801, 17.966046 | 10024000050001 | Ladda upp en bild av detta fornminne |
| Hållnäs 6:1   | Stensättning            |              | Hållnäs, Uppland    |       | 60.475070, 17.969894 | 10024000060001 | Ladda upp en bild av detta fornminne |
| Hållnäs 7:1   | Begravningsplats        |              | Hållnäs, Uppland    |       | 60.468476, 17.976763 | 10024000070001 | Ladda upp en bild av detta fornminne |
| Hållnäs 9:1   | Minnesmärke             |              | Hållnäs, Uppland    |       | 60.487058, 18.036430 | 10024000090001 | Ladda upp en bild av detta fornminne |
| Hållnäs 10:1  | Minnesmärke             |              | Hållnäs, Uppland    |       | 60.486681, 18.040762 | 10024000100001 | Ladda upp en bild av detta fornminne |
| Hållnäs 11:1  | Minnesmärke             |              | Hållnäs, Uppland    |       | 60.486191, 18.044961 | 10024000110001 | Ladda upp en bild av detta fornminne |
| Hållnäs 12:1  | Fästning/skans          |              | Hållnäs, Uppland    |       | 60.500838, 18.075800 | 10024000120001 | Ladda upp en bild av detta fornminne |
| Hållnäs 13:1  | Gravfält                |              | Hållnäs, Uppland    |       | 60.452460, 17.950559 | 10024000130001 | Ladda upp en bild av detta fornminne |
| Hållnäs 15:1  | Stensättning            |              | Hållnäs, Uppland    |       | 60.455061, 18.013149 | 10024000150001 | Ladda upp en bild av detta fornminne |
| Hållnäs 15:2  | Stensättning            |              | Hållnäs, Uppland    |       | 60.455141, 18.013315 | 10024000150002 | Ladda upp en bild av detta fornminne |
| Hållnäs 16:1  | Gravfält                |              | Hållnäs, Uppland    |       | 60.455238, 18.014400 | 10024000160001 | Ladda upp en bild av detta fornminne |
| Hållnäs 17:1  | Stensättning            |              | Hållnäs, Uppland    |       | 60.452558, 17.950890 | 10024000170001 | Ladda upp en bild av detta fornminne |
| Hållnäs 102:1 | Husgrund, historisk tid |              | Hållnäs, Uppland    |       | 60.574389, 18.014881 | 10024001020001 | Ladda upp en bild av detta fornminne |
| Hållnäs 104:1 | Stensättning            |              | Hållnäs, Uppland    |       | 60.560024, 18.003990 | 10024001040001 | Ladda upp en bild av detta fornminne |
| Hållnäs 104:2 | Stensättning            |              | Hållnäs, Uppland    |       | 60.560135, 18.004025 | 10024001040002 | Ladda upp en bild av detta fornminne |
| Hållnäs 109:1 | Gravfält                |              | Hållnäs, Uppland    |       | 60.542108, 17.950167 | 10024001090001 | Ladda upp en bild av detta fornminne |
| Hållnäs 110:1 | Stensättning            |              | Hållnäs, Uppland    |       | 60.543052, 17.950344 | 10024001100001 | Ladda upp en bild av detta fornminne |
| Hållnäs 112:1 | Runristning             |              | Hållnäs, Uppland    |       | 60.573902, 17.984288 | 10024001120001 | Ladda upp en bild av detta fornminne |
| Hållnäs 113:1 | Stensättning            |              | Hållnäs, Uppland    |       | 60.573394, 17.985429 | 10024001130001 | Ladda upp en bild av detta fornminne |
| Hållnäs 113:2 | Stensättning            |              | Hållnäs, Uppland    |       | 60.573494, 17.985359 | 10024001130002 | Ladda upp en bild av detta fornminne |
| Hållnäs 113:3 | Stensättning            |              | Hållnäs, Uppland    |       | 60.573186, 17.985430 | 10024001130003 | Ladda upp en bild av detta fornminne |
| Hållnäs 115:1 | Husgrund, historisk tid |              | Hållnäs, Uppland    |       | 60.600860, 17.945313 | 10024001150001 | Ladda upp en bild av detta fornminne |
| Hållnäs 116:1 | Gravfält                |              | Hållnäs, Uppland    |       | 60.539508, 17.925735 | 10024001160001 | Ladda upp en bild av detta fornminne |
| Hållnäs 117:1 | Röse                    |              | Hållnäs, Uppland    |       | 60.526969, 17.860102 | 10024001170001 | Ladda upp en bild av detta fornminne |
| Hållnäs 117:2 | Röse                    |              | Hållnäs, Uppland    |       | 60.526894, 17.860015 | 10024001170002 | Ladda upp en bild av detta fornminne |
| Hållnäs 119:1 | Gravfält                |              | Hållnäs, Uppland    |       | 60.535713, 17.863259 | 10024001190001 | Ladda upp en bild av detta fornminne |
| Hållnäs 121:1 | Runristning             |              | Hållnäs, Uppland    |       | 60.535309, 17.831882 | 10024001210001 | Ladda upp en bild av detta fornminne |
| Hållnäs 122:1 | Gravfält                |              | Hållnäs, Uppland    |       | 60.535059, 17.831169 | 10024001220001 | Ladda upp en bild av detta fornminne |
| Hållnäs 123:1 | Stensättning            |              | Hållnäs, Uppland    |       | 60.534294, 17.830895 | 10024001230001 | Ladda upp en bild av detta fornminne |
| Hållnäs 124:1 | Röse                    |              | Hållnäs, Uppland    |       | 60.547901, 17.760377 | 10024001240001 | Ladda upp en bild av detta fornminne |
| Hållnäs 124:2 | Stensättning            |              | Hållnäs, Uppland    |       | 60.547955, 17.760227 | 10024001240002 | Ladda upp en bild av detta fornminne |
| Hållnäs 125:1 | Gravfält                |              | Hållnäs, Uppland    |       | 60.538980, 17.785062 | 10024001250001 | Ladda upp en bild av detta fornminne |
| Hållnäs 126:1 | Gravfält                |              | Hållnäs, Uppland    |       | 60.539163, 17.785743 | 10024001260001 | Ladda upp en bild av detta fornminne |
| Hållnäs 127:1 | Gravfält                |              | Hållnäs, Uppland    |       | 60.536884, 17.785205 | 10024001270001 | Ladda upp en bild av detta fornminne |
| Hållnäs 128:1 | Gravfält                |              | Hållnäs, Uppland    |       | 60.563011, 17.819897 | 10024001280001 | Ladda upp en bild av detta fornminne |
| Hållnäs 131:1 | Gravfält                |              | Hållnäs, Uppland    |       | 60.496548, 17.915767 | 10024001310001 | Ladda upp en bild av detta fornminne |
| Hållnäs 133:1 | Gravfält                |              | Hållnäs, Uppland    |       | 60.532949, 17.860993 | 10024001330001 | Ladda upp en bild av detta fornminne |
| Hållnäs 134:1 | Gravfält                |              | Hållnäs, Uppland    |       | 60.562530, 17.827147 | 10024001340001 | Ladda upp en bild av detta fornminne |
| Hållnäs 135:1 | Gravfält                |              | Hållnäs, Uppland    |       | 60.540985, 17.949582 | 10024001350001 | Ladda upp en bild av detta fornminne |
| Hållnäs 136:1 | Stenkrets               |              | Hållnäs, Uppland    |       | 60.541295, 17.949456 | 10024001360001 | Ladda upp en bild av detta fornminne |
| Hållnäs 138:1 | Gravfält                |              | Hållnäs, Uppland    |       | 60.573973, 17.956689 | 10024001380001 | Ladda upp en bild av detta fornminne |
| Hållnäs 139:1 | Fästning/skans          |              | Hållnäs, Uppland    |       | 60.549091, 17.673555 | 10024001390001 | Ladda upp en bild av detta fornminne |
| Hållnäs 142:1 | Gravfält                |              | Hållnäs, Uppland    |       | 60.529470, 17.828056 | 10024001420001 | Ladda upp en bild av detta fornminne |
| Hållnäs 143:1 | Gravfält                |              | Hållnäs, Uppland    |       | 60.533836, 17.818175 | 10024001430001 | Ladda upp en bild av detta fornminne |
| Hållnäs 144:1 | Gravfält                |              | Hållnäs, Uppland    |       | 60.490975, 17.917159 | 10024001440001 | Ladda upp en bild av detta fornminne |
| Hållnäs 146:2 | Röse                    |              | Hållnäs, Uppland    |       | 60.551181, 17.758536 | 10024001460002 | Ladda upp en bild av detta fornminne |
| Hållnäs 147:1 | Röse                    |              | Hållnäs, Uppland    |       | 60.554101, 17.764591 | 10024001470001 | Ladda upp en bild av detta fornminne |
| Hållnäs 147:2 | Röse                    |              | Hållnäs, Uppland    |       | 60.554301, 17.764466 | 10024001470002 | Ladda upp en bild av detta fornminne |
| Hållnäs 148:1 | Röse                    |              | Hållnäs, Uppland    |       | 60.555299, 17.763243 | 10024001480001 | Ladda upp en bild av detta fornminne |
| Hållnäs 150   | Gravfält                |              | Hållnäs, Uppland    |       | 60.488584, 17.879255 | 12000000007623 | Ladda upp en bild av detta fornminne |

## Tegelsmora
| Namn                                     | Lämningstyp         | Tillkomsttid | Historisk indelning | Plats | Läge                 | ID-nr          | Bild                                 |
| ---------------------------------------- | ------------------- | ------------ | ------------------- | ----- | -------------------- | -------------- | ------------------------------------ |
| Bergkistan (Tegelsmora 29:3)             | Stenkrets           |              | Tegelsmora, Uppland |       | 60.252744, 17.692340 | 10027400290003 | Ladda upp en bild av detta fornminne |
| Bergkistan (Tegelsmora 29:4)             | Hällristning        |              | Tegelsmora, Uppland |       | 60.252289, 17.692382 | 10027400290004 | Ladda upp en bild av detta fornminne |
| Bergkistan (Tegelsmora 29:6)             | Stensättning        |              | Tegelsmora, Uppland |       | 60.252834, 17.692394 | 10027400290006 | Ladda upp en bild av detta fornminne |
| Rickards (Tegelsmora 41:1)               | Lägenhetsbebyggelse |              | Tegelsmora, Uppland |       | 60.272232, 17.701856 | 10027400410001 | Ladda upp en bild av detta fornminne |
| Nickbo (Tegelsmora 43:1)                 | Fäbod               |              | Tegelsmora, Uppland |       | 60.279068, 17.784470 | 10027400430001 | Ladda upp en bild av detta fornminne |
| Tegelsmora 46:1                          | Lägenhetsbebyggelse |              | Tegelsmora, Uppland |       | 60.310871, 17.729368 | 10027400460001 | Ladda upp en bild av detta fornminne |
| Marit-Sjudars (Tegelsmora 48:1)          | Lägenhetsbebyggelse |              | Tegelsmora, Uppland |       | 60.303216, 17.754665 | 10027400480001 | Ladda upp en bild av detta fornminne |
| Tegelsmora 49:1                          | Lägenhetsbebyggelse |              | Tegelsmora, Uppland |       | 60.305339, 17.753499 | 10027400490001 | Ladda upp en bild av detta fornminne |
| Tegelsmora 54:1                          | Lägenhetsbebyggelse |              | Tegelsmora, Uppland |       | 60.268027, 17.732684 | 10027400540001 | Ladda upp en bild av detta fornminne |
| Tegelsmora 55:1                          | Lägenhetsbebyggelse |              | Tegelsmora, Uppland |       | 60.267282, 17.730708 | 10027400550001 | Ladda upp en bild av detta fornminne |
| Tegelsmora 65:1                          | Stensättning        |              | Tegelsmora, Uppland |       | 60.236899, 17.733466 | 10027400650001 | Ladda upp en bild av detta fornminne |
| Tegelsmora 67:1                          | Lägenhetsbebyggelse |              | Tegelsmora, Uppland |       | 60.271056, 17.732187 | 10027400670001 | Ladda upp en bild av detta fornminne |
| Tegelsmora 72:1                          | Röse                |              | Tegelsmora, Uppland |       | 60.239972, 17.777864 | 10027400720001 | Ladda upp en bild av detta fornminne |
| Tegelsmora 72:2                          | Stensättning        |              | Tegelsmora, Uppland |       | 60.240041, 17.777870 | 10027400720002 | Ladda upp en bild av detta fornminne |
| Rundbobacken (Tegelsmora 74:1)           | Lägenhetsbebyggelse |              | Tegelsmora, Uppland |       | 60.242207, 17.751883 | 10027400740001 | Ladda upp en bild av detta fornminne |
| Rundbobacken (Tegelsmora 74:2)           | Lägenhetsbebyggelse |              | Tegelsmora, Uppland |       | 60.241728, 17.752202 | 10027400740002 | Ladda upp en bild av detta fornminne |
| Nybodarna (Tegelsmora 75:1)              | Lägenhetsbebyggelse |              | Tegelsmora, Uppland |       | 60.245054, 17.747199 | 10027400750001 | Ladda upp en bild av detta fornminne |
| Skomakartorpet (Tegelsmora 79:1)         | Lägenhetsbebyggelse |              | Tegelsmora, Uppland |       | 60.238814, 17.741118 | 10027400790001 | Ladda upp en bild av detta fornminne |
| Gullvretentorpet (Tegelsmora 84:1)       | Lägenhetsbebyggelse |              | Tegelsmora, Uppland |       | 60.238203, 17.742435 | 10027400840001 | Ladda upp en bild av detta fornminne |
| Tegelsmora 86:1                          | Lägenhetsbebyggelse |              | Tegelsmora, Uppland |       | 60.238885, 17.742278 | 10027400860001 | Ladda upp en bild av detta fornminne |
| Tegelsmora 87:1                          | Lägenhetsbebyggelse |              | Tegelsmora, Uppland |       | 60.240994, 17.736224 | 10027400870001 | Ladda upp en bild av detta fornminne |
| Tegelsmora 89:1                          | Lägenhetsbebyggelse |              | Tegelsmora, Uppland |       | 60.242000, 17.720357 | 10027400890001 | Ladda upp en bild av detta fornminne |
| Tegelsmora 91:1                          | Lägenhetsbebyggelse |              | Tegelsmora, Uppland |       | 60.237945, 17.725516 | 10027400910001 | Ladda upp en bild av detta fornminne |
| Tegelsmora 91:2                          | Lägenhetsbebyggelse |              | Tegelsmora, Uppland |       | 60.237882, 17.724160 | 10027400910002 | Ladda upp en bild av detta fornminne |
| Tegelsmora 92:2                          | Lägenhetsbebyggelse |              | Tegelsmora, Uppland |       | 60.239176, 17.725775 | 10027400920002 | Ladda upp en bild av detta fornminne |
| Tegelsmora 93:1                          | Lägenhetsbebyggelse |              | Tegelsmora, Uppland |       | 60.239194, 17.723682 | 10027400930001 | Ladda upp en bild av detta fornminne |
| Tegelsmora 95:1                          | Lägenhetsbebyggelse |              | Tegelsmora, Uppland |       | 60.226424, 17.732403 | 10027400950001 | Ladda upp en bild av detta fornminne |
| Spjällbo (Tegelsmora 100:1)              | Lägenhetsbebyggelse |              | Tegelsmora, Uppland |       | 60.314856, 17.758174 | 10027401000001 | Ladda upp en bild av detta fornminne |
| Tegelsmora 101:1                         | Lägenhetsbebyggelse |              | Tegelsmora, Uppland |       | 60.304114, 17.745553 | 10027401010001 | Ladda upp en bild av detta fornminne |
| Tegelsmora 110:1                         | Lägenhetsbebyggelse |              | Tegelsmora, Uppland |       | 60.220923, 17.755488 | 10027401100001 | Ladda upp en bild av detta fornminne |
| Tegelsmora 128:1                         | Lägenhetsbebyggelse |              | Tegelsmora, Uppland |       | 60.331849, 17.719078 | 10027401280001 | Ladda upp en bild av detta fornminne |
| Sjölycke (Tegelsmora 131:1)              | Lägenhetsbebyggelse |              | Tegelsmora, Uppland |       | 60.334526, 17.689126 | 10027401310001 | Ladda upp en bild av detta fornminne |
| Tegelsmora 137:1                         | Lägenhetsbebyggelse |              | Tegelsmora, Uppland |       | 60.286283, 17.662002 | 10027401370001 | Ladda upp en bild av detta fornminne |
| Tegelsmora 137:2                         | Lägenhetsbebyggelse |              | Tegelsmora, Uppland |       | 60.286605, 17.662624 | 10027401370002 | Ladda upp en bild av detta fornminne |
| Tegelsmora 138:1                         | Stensättning        |              | Tegelsmora, Uppland |       | 60.274676, 17.716597 | 10027401380001 | Ladda upp en bild av detta fornminne |
| Tegelsmora 138:2                         | Stensättning        |              | Tegelsmora, Uppland |       | 60.274675, 17.716825 | 10027401380002 | Ladda upp en bild av detta fornminne |
| Tegelsmora 138:3                         | Stensättning        |              | Tegelsmora, Uppland |       | 60.274572, 17.716799 | 10027401380003 | Ladda upp en bild av detta fornminne |
| Tegelsmora 138:4                         | Stensättning        |              | Tegelsmora, Uppland |       | 60.274744, 17.716952 | 10027401380004 | Ladda upp en bild av detta fornminne |
| Lill-Strömma (Tegelsmora 139:1)          | Lägenhetsbebyggelse |              | Tegelsmora, Uppland |       | 60.284181, 17.656308 | 10027401390001 | Ladda upp en bild av detta fornminne |
| Tegelsmora 148:1                         | Lägenhetsbebyggelse |              | Tegelsmora, Uppland |       | 60.263848, 17.669939 | 10027401480001 | Ladda upp en bild av detta fornminne |
| Tegelsmora 150:1                         | Lägenhetsbebyggelse |              | Tegelsmora, Uppland |       | 60.263127, 17.678095 | 10027401500001 | Ladda upp en bild av detta fornminne |
| Hällbo-Daven (Tegelsmora 155:1)          | Lägenhetsbebyggelse |              | Tegelsmora, Uppland |       | 60.264927, 17.690148 | 10027401550001 | Ladda upp en bild av detta fornminne |
| Tegelsmora 156:1                         | Lägenhetsbebyggelse |              | Tegelsmora, Uppland |       | 60.262882, 17.694595 | 10027401560001 | Ladda upp en bild av detta fornminne |
| Tegelsmora 160:1                         | Lägenhetsbebyggelse |              | Tegelsmora, Uppland |       | 60.253126, 17.688274 | 10027401600001 | Ladda upp en bild av detta fornminne |
| Tegelsmora 163:1                         | Lägenhetsbebyggelse |              | Tegelsmora, Uppland |       | 60.247792, 17.696599 | 10027401630001 | Ladda upp en bild av detta fornminne |
| Tegelsmora 165:1                         | Lägenhetsbebyggelse |              | Tegelsmora, Uppland |       | 60.262158, 17.698005 | 10027401650001 | Ladda upp en bild av detta fornminne |
| 1) Pesarby gamla tomt (Tegelsmora 171:3) | Lägenhetsbebyggelse |              | Tegelsmora, Uppland |       | 60.254572, 17.652178 | 10027401710003 | Ladda upp en bild av detta fornminne |
| Tegelsmora 172:1                         | Lägenhetsbebyggelse |              | Tegelsmora, Uppland |       | 60.250530, 17.654906 | 10027401720001 | Ladda upp en bild av detta fornminne |
| Tegelsmora 204:1                         | Lägenhetsbebyggelse |              | Tegelsmora, Uppland |       | 60.253700, 17.690106 | 10027402040001 | Ladda upp en bild av detta fornminne |

## Tierp
| Namn         | Lämningstyp  | Tillkomsttid | Historisk indelning | Plats | Läge                 | ID-nr          | Bild                                      |
| ------------ | ------------ | ------------ | ------------------- | ----- | -------------------- | -------------- | ----------------------------------------- |
| Tierp 1:1    | Kyrka/kapell |              | Tierp, Uppland      |       | 60.276746, 17.453086 | 10027600010001 | Ladda upp en bild av detta fornminne      |
| Tierp 3:1    | Gravfält     |              | Tierp, Uppland      |       | 60.276159, 17.453355 | 10027600030001 | Ladda upp en bild av detta fornminne      |
| Tierp 4:1    | Hög          |              | Tierp, Uppland      |       | 60.275465, 17.465177 | 10027600040001 | Ladda upp en bild av detta fornminne      |
| Tierp 5:1    | Hög          |              | Tierp, Uppland      |       | 60.277615, 17.464841 | 10027600050001 | Ladda upp en bild av detta fornminne      |
| Tierp 6:1    | Hög          |              | Tierp, Uppland      |       | 60.279201, 17.463505 | 10027600060001 | Ladda upp en bild av detta fornminne      |
| Tierp 7:1    | Gravfält     |              | Tierp, Uppland      |       | 60.280682, 17.463695 | 10027600070001 | Ladda upp en bild av detta fornminne      |
| Tierp 8:1    | Gravfält     |              | Tierp, Uppland      |       | 60.282369, 17.463566 | 10027600080001 | Ladda upp en bild av detta fornminne      |
| Tierp 10:1   | Gravfält     |              | Tierp, Uppland      |       | 60.287849, 17.469511 | 10027600100001 | Ladda upp en bild av detta fornminne      |
| Tierp 11:1   | Hög          |              | Tierp, Uppland      |       | 60.292115, 17.474304 | 10027600110001 | Ladda upp en bild av detta fornminne      |
| Tierp 12:1   | Hög          |              | Tierp, Uppland      |       | 60.294004, 17.475063 | 10027600120001 | Ladda upp en bild av detta fornminne      |
| Tierp 12:2   | Stensättning |              | Tierp, Uppland      |       | 60.294246, 17.475469 | 10027600120002 | Ladda upp en bild av detta fornminne      |
| Tierp 13:1   | Hög          |              | Tierp, Uppland      |       | 60.289661, 17.456995 | 10027600130001 | Ladda upp en bild av detta fornminne      |
| Tierp 14:1   | Hög          |              | Tierp, Uppland      |       | 60.290460, 17.457328 | 10027600140001 | Ladda upp en bild av detta fornminne      |
| Tierp 15:1   | Hög          |              | Tierp, Uppland      |       | 60.287198, 17.461732 | 10027600150001 | Ladda upp en bild av detta fornminne      |
| Tierp 15:2   | Hög          |              | Tierp, Uppland      |       | 60.287163, 17.461084 | 10027600150002 | Ladda upp en bild av detta fornminne      |
| Tierp 17:1   | Hög          |              | Tierp, Uppland      |       | 60.284392, 17.455993 | 10027600170001 | Ladda upp en bild av detta fornminne      |
| Tierp 18:1   | Gravfält     |              | Tierp, Uppland      |       | 60.283634, 17.454723 | 10027600180001 | Ladda upp en bild av detta fornminne      |
| Tierp 19:1   | Gravfält     |              | Tierp, Uppland      |       | 60.299929, 17.452103 | 10027600190001 | Ladda upp en bild av detta fornminne      |
| Tierp 21:1   | Stensättning |              | Tierp, Uppland      |       | 60.311831, 17.437781 | 10027600210001 | Ladda upp en bild av detta fornminne      |
| Tierp 21:2   | Stensättning |              | Tierp, Uppland      |       | 60.311699, 17.437966 | 10027600210002 | Ladda upp en bild av detta fornminne      |
| Tierp 23:1   | Runristning  |              | Tierp, Uppland      |       | 60.299368, 17.469764 | 10027600230001 | Ladda upp en till bild av detta fornminne |
| Tierp 23:2   | Runristning  |              | Tierp, Uppland      |       | 60.299272, 17.469947 | 10027600230002 | Ladda upp en till bild av detta fornminne |
| Tierp 29:1   | Runristning  |              | Tierp, Uppland      |       | 60.266575, 17.456500 | 10027600290001 | Ladda upp en bild av detta fornminne      |
| Tierp 31:1   | Stensättning |              | Tierp, Uppland      |       | 60.262755, 17.479680 | 10027600310001 | Ladda upp en bild av detta fornminne      |
| Tierp 32:1   | Stensättning |              | Tierp, Uppland      |       | 60.256855, 17.478305 | 10027600320001 | Ladda upp en bild av detta fornminne      |
| Tierp 32:2   | Stensättning |              | Tierp, Uppland      |       | 60.256999, 17.477972 | 10027600320002 | Ladda upp en bild av detta fornminne      |
| Tierp 34:1   | Gravfält     |              | Tierp, Uppland      |       | 60.266967, 17.476678 | 10027600340001 | Ladda upp en bild av detta fornminne      |
| Tierp 35:1   | Gravfält     |              | Tierp, Uppland      |       | 60.267385, 17.475755 | 10027600350001 | Ladda upp en bild av detta fornminne      |
| Tierp 36:1   | Hög          |              | Tierp, Uppland      |       | 60.271494, 17.476513 | 10027600360001 | Ladda upp en bild av detta fornminne      |
| Tierp 38:1   | Hög          |              | Tierp, Uppland      |       | 60.272138, 17.474846 | 10027600380001 | Ladda upp en bild av detta fornminne      |
| Tierp 39:1   | Gravfält     |              | Tierp, Uppland      |       | 60.272913, 17.474261 | 10027600390001 | Ladda upp en bild av detta fornminne      |
| Tierp 41:1   | Stensättning |              | Tierp, Uppland      |       | 60.270718, 17.474358 | 10027600410001 | Ladda upp en bild av detta fornminne      |
| Tierp 44:1   | Hög          |              | Tierp, Uppland      |       | 60.280325, 17.461200 | 10027600440001 | Ladda upp en bild av detta fornminne      |
| Tierp 45:1   | Gravfält     |              | Tierp, Uppland      |       | 60.279913, 17.461493 | 10027600450001 | Ladda upp en bild av detta fornminne      |
| Tierp 46:1   | Stensättning |              | Tierp, Uppland      |       | 60.279573, 17.462455 | 10027600460001 | Ladda upp en bild av detta fornminne      |
| Tierp 47:1   | Hög          |              | Tierp, Uppland      |       | 60.281624, 17.462676 | 10027600470001 | Ladda upp en bild av detta fornminne      |
| Tierp 47:2   | Hög          |              | Tierp, Uppland      |       | 60.281340, 17.463540 | 10027600470002 | Ladda upp en bild av detta fornminne      |
| Tierp 53:1   | Röse         |              | Tierp, Uppland      |       | 60.188976, 17.479712 | 10027600530001 | Ladda upp en bild av detta fornminne      |
| Tierp 53:2   | Röse         |              | Tierp, Uppland      |       | 60.188548, 17.479655 | 10027600530002 | Ladda upp en bild av detta fornminne      |
| Tierp 55:1   | Hög          |              | Tierp, Uppland      |       | 60.186536, 17.478979 | 10027600550001 | Ladda upp en bild av detta fornminne      |
| Tierp 62:1   | Hög          |              | Tierp, Uppland      |       | 60.273705, 17.404863 | 10027600620001 | Ladda upp en bild av detta fornminne      |
| Tierp 62:2   | Hög          |              | Tierp, Uppland      |       | 60.273705, 17.404863 | 10027600620002 | Ladda upp en bild av detta fornminne      |
| Tierp 65:1   | Stensättning |              | Tierp, Uppland      |       | 60.272223, 17.474268 | 10027600650001 | Ladda upp en bild av detta fornminne      |
| Tierp 65:2   | Stensättning |              | Tierp, Uppland      |       | 60.272320, 17.474026 | 10027600650002 | Ladda upp en bild av detta fornminne      |
| Tierp 66:1   | Gravfält     |              | Tierp, Uppland      |       | 60.271109, 17.477692 | 10027600660001 | Ladda upp en bild av detta fornminne      |
| Tierp 67:1   | Hög          |              | Tierp, Uppland      |       | 60.284457, 17.454376 | 10027600670001 | Ladda upp en bild av detta fornminne      |
| Tierp 67:2   | Stensättning |              | Tierp, Uppland      |       | 60.284206, 17.454576 | 10027600670002 | Ladda upp en bild av detta fornminne      |
| Tierp 68:1   | Hög          |              | Tierp, Uppland      |       | 60.285213, 17.460725 | 10027600680001 | Ladda upp en bild av detta fornminne      |
| Tierp 69:1   | Gravfält     |              | Tierp, Uppland      |       | 60.282113, 17.459419 | 10027600690001 | Ladda upp en bild av detta fornminne      |
| Tierp 70:1   | Hög          |              | Tierp, Uppland      |       | 60.308708, 17.435641 | 10027600700001 | Ladda upp en bild av detta fornminne      |
| Tierp 70:2   | Stensättning |              | Tierp, Uppland      |       | 60.308745, 17.435821 | 10027600700002 | Ladda upp en bild av detta fornminne      |
| Tierp 72:1   | Hög          |              | Tierp, Uppland      |       | 60.317283, 17.499847 | 10027600720001 | Ladda upp en bild av detta fornminne      |
| Tierp 73:1   | Gravfält     |              | Tierp, Uppland      |       | 60.321792, 17.478990 | 10027600730001 | Ladda upp en bild av detta fornminne      |
| Tierp 88:1   | Hällristning |              | Tierp, Uppland      |       | 60.317980, 17.520125 | 10027600880001 | Ladda upp en bild av detta fornminne      |
| Tierp 88:2   | Hällristning |              | Tierp, Uppland      |       | 60.317918, 17.519988 | 10027600880002 | Ladda upp en bild av detta fornminne      |
| Tierp 101:1  | Gravfält     |              | Tierp, Uppland      |       | 60.287019, 17.485044 | 10027601010001 | Ladda upp en bild av detta fornminne      |
| Tierp 102:1  | Stensättning |              | Tierp, Uppland      |       | 60.286500, 17.485602 | 10027601020001 | Ladda upp en bild av detta fornminne      |
| Tierp 103:1  | Gravfält     |              | Tierp, Uppland      |       | 60.290098, 17.479538 | 10027601030001 | Ladda upp en bild av detta fornminne      |
| Tierp 104:1  | Hög          |              | Tierp, Uppland      |       | 60.291073, 17.492152 | 10027601040001 | Ladda upp en bild av detta fornminne      |
| Tierp 104:2  | Hög          |              | Tierp, Uppland      |       | 60.291173, 17.492162 | 10027601040002 | Ladda upp en bild av detta fornminne      |
| Tierp 105:1  | Gravfält     |              | Tierp, Uppland      |       | 60.304955, 17.489868 | 10027601050001 | Ladda upp en bild av detta fornminne      |
| Tierp 106:1  | Hög          |              | Tierp, Uppland      |       | 60.292883, 17.493534 | 10027601060001 | Ladda upp en bild av detta fornminne      |
| Tierp 107:2  | Hög          |              | Tierp, Uppland      |       | 60.298150, 17.479886 | 10027601070002 | Ladda upp en bild av detta fornminne      |
| Tierp 107:3  | Hög          |              | Tierp, Uppland      |       | 60.298242, 17.479801 | 10027601070003 | Ladda upp en bild av detta fornminne      |
| Tierp 108:1  | Hög          |              | Tierp, Uppland      |       | 60.302394, 17.485576 | 10027601080001 | Ladda upp en bild av detta fornminne      |
| Tierp 108:2  | Hög          |              | Tierp, Uppland      |       | 60.302296, 17.485418 | 10027601080002 | Ladda upp en bild av detta fornminne      |
| Tierp 108:3  | Hög          |              | Tierp, Uppland      |       | 60.302213, 17.485301 | 10027601080003 | Ladda upp en bild av detta fornminne      |
| Tierp 109:1  | Gravfält     |              | Tierp, Uppland      |       | 60.300452, 17.492964 | 10027601090001 | Ladda upp en bild av detta fornminne      |
| Tierp 110:1  | Gravfält     |              | Tierp, Uppland      |       | 60.299283, 17.493356 | 10027601100001 | Ladda upp en bild av detta fornminne      |
| Tierp 111:1  | Röse         |              | Tierp, Uppland      |       | 60.299686, 17.494338 | 10027601110001 | Ladda upp en bild av detta fornminne      |
| Tierp 111:2  | Röse         |              | Tierp, Uppland      |       | 60.299930, 17.493938 | 10027601110002 | Ladda upp en bild av detta fornminne      |
| Tierp 111:3  | Stensättning |              | Tierp, Uppland      |       | 60.299507, 17.494820 | 10027601110003 | Ladda upp en bild av detta fornminne      |
| Tierp 112:1  | Hög          |              | Tierp, Uppland      |       | 60.297093, 17.492596 | 10027601120001 | Ladda upp en bild av detta fornminne      |
| Tierp 112:2  | Stensättning |              | Tierp, Uppland      |       | 60.297207, 17.492636 | 10027601120002 | Ladda upp en bild av detta fornminne      |
| Tierp 112:4  | Stensättning |              | Tierp, Uppland      |       | 60.297199, 17.492816 | 10027601120004 | Ladda upp en bild av detta fornminne      |
| Tierp 113:1  | Gravfält     |              | Tierp, Uppland      |       | 60.298090, 17.492198 | 10027601130001 | Ladda upp en bild av detta fornminne      |
| Tierp 114:1  | Stensättning |              | Tierp, Uppland      |       | 60.302336, 17.494514 | 10027601140001 | Ladda upp en bild av detta fornminne      |
| Tierp 115:1  | Hög          |              | Tierp, Uppland      |       | 60.302600, 17.493871 | 10027601150001 | Ladda upp en bild av detta fornminne      |
| Tierp 116:1  | Stensättning |              | Tierp, Uppland      |       | 60.308584, 17.491167 | 10027601160001 | Ladda upp en bild av detta fornminne      |
| Tierp 117:1  | Hög          |              | Tierp, Uppland      |       | 60.314017, 17.501633 | 10027601170001 | Ladda upp en bild av detta fornminne      |
| Tierp 118:1  | Hög          |              | Tierp, Uppland      |       | 60.313489, 17.499992 | 10027601180001 | Ladda upp en bild av detta fornminne      |
| Tierp 118:2  | Hög          |              | Tierp, Uppland      |       | 60.313707, 17.500008 | 10027601180002 | Ladda upp en bild av detta fornminne      |
| Tierp 118:3  | Hög          |              | Tierp, Uppland      |       | 60.313597, 17.499708 | 10027601180003 | Ladda upp en bild av detta fornminne      |
| Tierp 118:4  | Hög          |              | Tierp, Uppland      |       | 60.313393, 17.499631 | 10027601180004 | Ladda upp en bild av detta fornminne      |
| Tierp 119:1  | Hög          |              | Tierp, Uppland      |       | 60.312508, 17.499636 | 10027601190001 | Ladda upp en bild av detta fornminne      |
| Tierp 120:1  | Hög          |              | Tierp, Uppland      |       | 60.311695, 17.499033 | 10027601200001 | Ladda upp en bild av detta fornminne      |
| Tierp 121:1  | Stensättning |              | Tierp, Uppland      |       | 60.311084, 17.498654 | 10027601210001 | Ladda upp en bild av detta fornminne      |
| Tierp 121:2  | Stensättning |              | Tierp, Uppland      |       | 60.310933, 17.499536 | 10027601210002 | Ladda upp en bild av detta fornminne      |
| Tierp 122:1  | Stensättning |              | Tierp, Uppland      |       | 60.314647, 17.508624 | 10027601220001 | Ladda upp en bild av detta fornminne      |
| Tierp 123:1  | Gravfält     |              | Tierp, Uppland      |       | 60.316315, 17.509087 | 10027601230001 | Ladda upp en bild av detta fornminne      |
| Tierp 124:1  | Gravfält     |              | Tierp, Uppland      |       | 60.309427, 17.487875 | 10027601240001 | Ladda upp en bild av detta fornminne      |
| Tierp 126:1  | Hög          |              | Tierp, Uppland      |       | 60.308474, 17.485468 | 10027601260001 | Ladda upp en bild av detta fornminne      |
| Tierp 130:1  | Stensättning |              | Tierp, Uppland      |       | 60.301932, 17.484862 | 10027601300001 | Ladda upp en bild av detta fornminne      |
| Tierp 130:2  | Hög          |              | Tierp, Uppland      |       | 60.301826, 17.484827 | 10027601300002 | Ladda upp en bild av detta fornminne      |
| Tierp 130:3  | Stensättning |              | Tierp, Uppland      |       | 60.301705, 17.484773 | 10027601300003 | Ladda upp en bild av detta fornminne      |
| Tierp 130:4  | Hög          |              | Tierp, Uppland      |       | 60.301608, 17.484703 | 10027601300004 | Ladda upp en bild av detta fornminne      |
| Tierp 131:1  | Stensättning |              | Tierp, Uppland      |       | 60.316782, 17.509970 | 10027601310001 | Ladda upp en bild av detta fornminne      |
| Tierp 131:2  | Stensättning |              | Tierp, Uppland      |       | 60.316918, 17.509916 | 10027601310002 | Ladda upp en bild av detta fornminne      |
| Tierp 135:1  | Hög          |              | Tierp, Uppland      |       | 60.308771, 17.487658 | 10027601350001 | Ladda upp en bild av detta fornminne      |
| Tierp 136:1  | Hög          |              | Tierp, Uppland      |       | 60.311901, 17.408662 | 10027601360001 | Ladda upp en bild av detta fornminne      |
| Tierp 137:1  | Stensättning |              | Tierp, Uppland      |       | 60.307970, 17.427639 | 10027601370001 | Ladda upp en bild av detta fornminne      |
| Tierp 138:1  | Stensättning |              | Tierp, Uppland      |       | 60.314622, 17.408586 | 10027601380001 | Ladda upp en bild av detta fornminne      |
| Tierp 138:2  | Stensättning |              | Tierp, Uppland      |       | 60.314549, 17.408771 | 10027601380002 | Ladda upp en bild av detta fornminne      |
| Tierp 139:1  | Stensättning |              | Tierp, Uppland      |       | 60.315280, 17.406901 | 10027601390001 | Ladda upp en bild av detta fornminne      |
| Tierp 140:1  | Fornborg     |              | Tierp, Uppland      |       | 60.308892, 17.382407 | 10027601400001 | Ladda upp en bild av detta fornminne      |
| Tierp 141:1  | Gravfält     |              | Tierp, Uppland      |       | 60.310496, 17.487236 | 10027601410001 | Ladda upp en bild av detta fornminne      |
| Tierp 201:1  | Stensättning |              | Tierp, Uppland      |       | 60.332834, 17.532333 | 10027602010001 | Ladda upp en bild av detta fornminne      |
| Tierp 202:1  | Stensättning |              | Tierp, Uppland      |       | 60.333148, 17.532240 | 10027602020001 | Ladda upp en bild av detta fornminne      |
| Tierp 203:1  | Gravfält     |              | Tierp, Uppland      |       | 60.335379, 17.529453 | 10027602030001 | Ladda upp en bild av detta fornminne      |
| Tierp 204:1  | Gravfält     |              | Tierp, Uppland      |       | 60.335974, 17.530463 | 10027602040001 | Ladda upp en bild av detta fornminne      |
| Tierp 205:1  | Gravfält     |              | Tierp, Uppland      |       | 60.335906, 17.534878 | 10027602050001 | Ladda upp en bild av detta fornminne      |
| Tierp 206:1  | Hög          |              | Tierp, Uppland      |       | 60.317906, 17.511562 | 10027602060001 | Ladda upp en bild av detta fornminne      |
| Tierp 206:2  | Hög          |              | Tierp, Uppland      |       | 60.317790, 17.511409 | 10027602060002 | Ladda upp en bild av detta fornminne      |
| Tierp 206:3  | Stensättning |              | Tierp, Uppland      |       | 60.318037, 17.511545 | 10027602060003 | Ladda upp en bild av detta fornminne      |
| Tierp 207:1  | Gravfält     |              | Tierp, Uppland      |       | 60.330154, 17.526371 | 10027602070001 | Ladda upp en bild av detta fornminne      |
| Tierp 208:1  | Hög          |              | Tierp, Uppland      |       | 60.333436, 17.516563 | 10027602080001 | Ladda upp en bild av detta fornminne      |
| Tierp 210:1  | Gravfält     |              | Tierp, Uppland      |       | 60.337758, 17.510846 | 10027602100001 | Ladda upp en bild av detta fornminne      |
| Tierp 211:1  | Stensättning |              | Tierp, Uppland      |       | 60.327348, 17.502230 | 10027602110001 | Ladda upp en bild av detta fornminne      |
| Tierp 211:2  | Stensättning |              | Tierp, Uppland      |       | 60.327220, 17.502294 | 10027602110002 | Ladda upp en bild av detta fornminne      |
| Tierp 212:1  | Stensättning |              | Tierp, Uppland      |       | 60.318612, 17.495017 | 10027602120001 | Ladda upp en bild av detta fornminne      |
| Tierp 212:2  | Stensättning |              | Tierp, Uppland      |       | 60.318774, 17.494792 | 10027602120002 | Ladda upp en bild av detta fornminne      |
| Tierp 212:4  | Stensättning |              | Tierp, Uppland      |       | 60.319012, 17.494605 | 10027602120004 | Ladda upp en bild av detta fornminne      |
| Tierp 213:1  | Stensättning |              | Tierp, Uppland      |       | 60.321640, 17.448361 | 10027602130001 | Ladda upp en bild av detta fornminne      |
| Tierp 214:1  | Stensättning |              | Tierp, Uppland      |       | 60.319584, 17.440704 | 10027602140001 | Ladda upp en bild av detta fornminne      |
| Tierp 215:1  | Stensättning |              | Tierp, Uppland      |       | 60.321225, 17.440207 | 10027602150001 | Ladda upp en bild av detta fornminne      |
| Tierp 220:1  | Stensättning |              | Tierp, Uppland      |       | 60.332116, 17.532909 | 10027602200001 | Ladda upp en bild av detta fornminne      |
| Tierp 220:2  | Stensättning |              | Tierp, Uppland      |       | 60.332249, 17.532949 | 10027602200002 | Ladda upp en bild av detta fornminne      |
| Tierp 221:1  | Gravfält     |              | Tierp, Uppland      |       | 60.317623, 17.510868 | 10027602210001 | Ladda upp en bild av detta fornminne      |
| Tierp 223:1  | Hög          |              | Tierp, Uppland      |       | 60.338093, 17.511636 | 10027602230001 | Ladda upp en bild av detta fornminne      |
| Tierp 224:1  | Stensättning |              | Tierp, Uppland      |       | 60.333906, 17.532236 | 10027602240001 | Ladda upp en bild av detta fornminne      |
| Tierp 225:1  | Stensättning |              | Tierp, Uppland      |       | 60.333415, 17.531916 | 10027602250001 | Ladda upp en bild av detta fornminne      |
| Tierp 303:1  | Stensättning |              | Tierp, Uppland      |       | 60.271723, 17.393939 | 10027603030001 | Ladda upp en bild av detta fornminne      |
| Tierp 303:2  | Stensättning |              | Tierp, Uppland      |       | 60.271650, 17.394077 | 10027603030002 | Ladda upp en bild av detta fornminne      |
| Tierp 304:1  | Gravfält     |              | Tierp, Uppland      |       | 60.270512, 17.406930 | 10027603040001 | Ladda upp en bild av detta fornminne      |
| Tierp 305:1  | Stensättning |              | Tierp, Uppland      |       | 60.270684, 17.402859 | 10027603050001 | Ladda upp en bild av detta fornminne      |
| Tierp 306:1  | Hög          |              | Tierp, Uppland      |       | 60.269500, 17.403703 | 10027603060001 | Ladda upp en bild av detta fornminne      |
| Tierp 306:2  | Hög          |              | Tierp, Uppland      |       | 60.269384, 17.403899 | 10027603060002 | Ladda upp en bild av detta fornminne      |
| Tierp 310:1  | Gravfält     |              | Tierp, Uppland      |       | 60.272026, 17.420364 | 10027603100001 | Ladda upp en bild av detta fornminne      |
| Tierp 317:1  | Gravfält     |              | Tierp, Uppland      |       | 60.318081, 17.495830 | 10027603170001 | Ladda upp en bild av detta fornminne      |
| Tierp 363    | Gravfält     |              | Tierp, Uppland      |       | 60.189821, 17.378529 | 12000000003320 | Ladda upp en bild av detta fornminne      |
| Tierp 365    | Stensättning |              | Tierp, Uppland      |       | 60.190108, 17.372751 | 12000000003326 | Ladda upp en bild av detta fornminne      |
| Tierp 439    | Stensättning |              | Tierp, Uppland      |       | 60.350606, 17.456865 | 12000000003503 | Ladda upp en bild av detta fornminne      |
| Tierp 441    | Stensättning |              | Tierp, Uppland      |       | 60.350527, 17.456963 | 12000000003505 | Ladda upp en bild av detta fornminne      |
| Tierp 457    | Gravfält     |              | Tierp, Uppland      |       | 60.334573, 17.531670 | 12000000007428 | Ladda upp en bild av detta fornminne      |
| Tierp 486    | Gravfält     |              | Tierp, Uppland      |       | 60.357776, 17.523677 | 12000000096980 | Ladda upp en bild av detta fornminne      |
| Tolfta 2:1   | Stensättning |              | Tierp, Uppland      |       | 60.355815, 17.529173 | 10027800020001 | Ladda upp en bild av detta fornminne      |
| Tolfta 3:1   | Stensättning |              | Tierp, Uppland      |       | 60.355163, 17.530603 | 10027800030001 | Ladda upp en bild av detta fornminne      |
| Tolfta 4:1   | Gravfält     |              | Tierp, Uppland      |       | 60.354687, 17.530728 | 10027800040001 | Ladda upp en bild av detta fornminne      |
| Tolfta 5:1   | Hög          |              | Tierp, Uppland      |       | 60.355299, 17.531759 | 10027800050001 | Ladda upp en bild av detta fornminne      |
| Tolfta 5:2   | Stensättning |              | Tierp, Uppland      |       | 60.355404, 17.531551 | 10027800050002 | Ladda upp en bild av detta fornminne      |
| Tolfta 5:3   | Hög          |              | Tierp, Uppland      |       | 60.355498, 17.531501 | 10027800050003 | Ladda upp en bild av detta fornminne      |
| Viksta 330:1 | Röse         |              | Tierp, Uppland      |       | 60.186190, 17.479136 | 10029003300001 | Ladda upp en bild av detta fornminne      |

## Tolfta
| Namn                                        | Lämningstyp             | Tillkomsttid | Historisk indelning | Plats            | Läge                 | ID-nr          | Bild                                      |
| ------------------------------------------- | ----------------------- | ------------ | ------------------- | ---------------- | -------------------- | -------------- | ----------------------------------------- |
| Tolfta 1:1                                  | Gravfält                |              | Tolfta, Uppland     |                  | 60.357849, 17.528553 | 10027800010001 | Ladda upp en bild av detta fornminne      |
| Tolfta 6:1                                  | Hög                     |              | Tolfta, Uppland     |                  | 60.359254, 17.536400 | 10027800060001 | Ladda upp en bild av detta fornminne      |
| Tolfta 7:1                                  | Stensättning            |              | Tolfta, Uppland     |                  | 60.361085, 17.535458 | 10027800070001 | Ladda upp en bild av detta fornminne      |
| Tolfta 7:2                                  | Stensättning            |              | Tolfta, Uppland     |                  | 60.361128, 17.535593 | 10027800070002 | Ladda upp en bild av detta fornminne      |
| Tolfta 8:1                                  | Runristning             |              | Tolfta, Uppland     |                  | 60.350661, 17.544780 | 10027800080001 | Ladda upp en bild av detta fornminne      |
| Tolfta 9:1                                  | Gravfält                |              | Tolfta, Uppland     |                  | 60.350903, 17.544740 | 10027800090001 | Ladda upp en bild av detta fornminne      |
| Tolfta 11:1                                 | Lägenhetsbebyggelse     |              | Tolfta, Uppland     |                  | 60.356152, 17.555103 | 10027800110001 | Ladda upp en bild av detta fornminne      |
| Tolfta 12:1                                 | Röse                    |              | Tolfta, Uppland     |                  | 60.352452, 17.545753 | 10027800120001 | Ladda upp en bild av detta fornminne      |
| Tolfta 12:2                                 | Röse                    |              | Tolfta, Uppland     |                  | 60.352398, 17.545525 | 10027800120002 | Ladda upp en bild av detta fornminne      |
| Tolfta 12:3                                 | Röse                    |              | Tolfta, Uppland     |                  | 60.352318, 17.545701 | 10027800120003 | Ladda upp en bild av detta fornminne      |
| Tolfta 13:1                                 | Stensättning            |              | Tolfta, Uppland     |                  | 60.354043, 17.545947 | 10027800130001 | Ladda upp en bild av detta fornminne      |
| Tolfta 14:1                                 | Stensättning            |              | Tolfta, Uppland     |                  | 60.359498, 17.550421 | 10027800140001 | Ladda upp en bild av detta fornminne      |
| Tolfta 14:2                                 | Stensättning            |              | Tolfta, Uppland     |                  | 60.359439, 17.550229 | 10027800140002 | Ladda upp en bild av detta fornminne      |
| Tolfta 15:1                                 | Hög                     |              | Tolfta, Uppland     |                  | 60.355207, 17.548523 | 10027800150001 | Ladda upp en bild av detta fornminne      |
| Tolfta 15:2                                 | Hög                     |              | Tolfta, Uppland     |                  | 60.355078, 17.548518 | 10027800150002 | Ladda upp en bild av detta fornminne      |
| Tolfta 16:1                                 | Stensättning            |              | Tolfta, Uppland     |                  | 60.354818, 17.548535 | 10027800160001 | Ladda upp en bild av detta fornminne      |
| Tolfta 16:2                                 | Stensättning            |              | Tolfta, Uppland     |                  | 60.354676, 17.548508 | 10027800160002 | Ladda upp en bild av detta fornminne      |
| Tolfta 17:1                                 | Gravfält                |              | Tolfta, Uppland     |                  | 60.418713, 17.604691 | 10027800170001 | Ladda upp en bild av detta fornminne      |
| Tolfta 18:1                                 | Stensättning            |              | Tolfta, Uppland     |                  | 60.417215, 17.601154 | 10027800180001 | Ladda upp en bild av detta fornminne      |
| Tolfta 19:1                                 | Stensättning            |              | Tolfta, Uppland     |                  | 60.403237, 17.568227 | 10027800190001 | Ladda upp en bild av detta fornminne      |
| Tolfta 20:1                                 | Stensättning            |              | Tolfta, Uppland     |                  | 60.403846, 17.570822 | 10027800200001 | Ladda upp en bild av detta fornminne      |
| Tolfta 21:1                                 | Gravfält                |              | Tolfta, Uppland     |                  | 60.406454, 17.585253 | 10027800210001 | Ladda upp en bild av detta fornminne      |
| Tolfta 22:1                                 | Gravfält                |              | Tolfta, Uppland     |                  | 60.399643, 17.573056 | 10027800220001 | Ladda upp en bild av detta fornminne      |
| Tolfta 23:1                                 | Stensättning            |              | Tolfta, Uppland     |                  | 60.398922, 17.571735 | 10027800230001 | Ladda upp en bild av detta fornminne      |
| Tolfta 23:2                                 | Stensättning            |              | Tolfta, Uppland     |                  | 60.398861, 17.571696 | 10027800230002 | Ladda upp en bild av detta fornminne      |
| Tolfta 23:3                                 | Stensättning            |              | Tolfta, Uppland     |                  | 60.399103, 17.571979 | 10027800230003 | Ladda upp en bild av detta fornminne      |
| Tolfta 23:4                                 | Stensättning            |              | Tolfta, Uppland     |                  | 60.399187, 17.572146 | 10027800230004 | Ladda upp en bild av detta fornminne      |
| Tolfta 25:1                                 | Stensättning            |              | Tolfta, Uppland     |                  | 60.393573, 17.564889 | 10027800250001 | Ladda upp en bild av detta fornminne      |
| Tolfta 26:1                                 | Gravfält                |              | Tolfta, Uppland     |                  | 60.392682, 17.563894 | 10027800260001 | Ladda upp en bild av detta fornminne      |
| Tolfta 27:1                                 | Stensättning            |              | Tolfta, Uppland     |                  | 60.392392, 17.564313 | 10027800270001 | Ladda upp en bild av detta fornminne      |
| Tolfta 28:1                                 | Gravfält                |              | Tolfta, Uppland     |                  | 60.412385, 17.596725 | 10027800280001 | Ladda upp en bild av detta fornminne      |
| Tolfta 31:1                                 | Stensättning            |              | Tolfta, Uppland     |                  | 60.412935, 17.597528 | 10027800310001 | Ladda upp en bild av detta fornminne      |
| Tolfta 32:1                                 | Stensättning            |              | Tolfta, Uppland     |                  | 60.418462, 17.598768 | 10027800320001 | Ladda upp en bild av detta fornminne      |
| Tolfta 33:1                                 | Gravfält                |              | Tolfta, Uppland     |                  | 60.388049, 17.559572 | 10027800330001 | Ladda upp en bild av detta fornminne      |
| Tolfta 35:1                                 | Stensättning            |              | Tolfta, Uppland     |                  | 60.370960, 17.534681 | 10027800350001 | Ladda upp en bild av detta fornminne      |
| Tolfta 35:2                                 | Stensättning            |              | Tolfta, Uppland     |                  | 60.370824, 17.534660 | 10027800350002 | Ladda upp en bild av detta fornminne      |
| Tolfta 37:2                                 | Hög                     |              | Tolfta, Uppland     |                  | 60.373137, 17.548253 | 10027800370002 | Ladda upp en bild av detta fornminne      |
| Tolfta 38:1                                 | Hög                     |              | Tolfta, Uppland     |                  | 60.374287, 17.549209 | 10027800380001 | Ladda upp en bild av detta fornminne      |
| Tolfta 39:1                                 | Hög                     |              | Tolfta, Uppland     |                  | 60.376343, 17.551396 | 10027800390001 | Ladda upp en bild av detta fornminne      |
| Tolfta 40:1                                 | Husgrund, historisk tid |              | Tolfta, Uppland     |                  | 60.376385, 17.550606 | 10027800400001 | Ladda upp en bild av detta fornminne      |
| Tolfta 41:1                                 | Hög                     |              | Tolfta, Uppland     |                  | 60.377575, 17.551410 | 10027800410001 | Ladda upp en bild av detta fornminne      |
| Tolfta 41:2                                 | Hög                     |              | Tolfta, Uppland     |                  | 60.377521, 17.551208 | 10027800410002 | Ladda upp en bild av detta fornminne      |
| Tolfta 43:1                                 | Stensättning            |              | Tolfta, Uppland     |                  | 60.379136, 17.552728 | 10027800430001 | Ladda upp en bild av detta fornminne      |
| Tolfta 45:1                                 | Stensättning            |              | Tolfta, Uppland     |                  | 60.389680, 17.566777 | 10027800450001 | Ladda upp en bild av detta fornminne      |
| Tolfta 46:1                                 | Gravfält                |              | Tolfta, Uppland     |                  | 60.383769, 17.565134 | 10027800460001 | Ladda upp en bild av detta fornminne      |
| Tolfta 47:1                                 | Stensättning            |              | Tolfta, Uppland     |                  | 60.384148, 17.565457 | 10027800470001 | Ladda upp en bild av detta fornminne      |
| Tolfta 47:2                                 | Stensättning            |              | Tolfta, Uppland     |                  | 60.384261, 17.565480 | 10027800470002 | Ladda upp en bild av detta fornminne      |
| Tolfta 48:1                                 | Stensättning            |              | Tolfta, Uppland     |                  | 60.383530, 17.565126 | 10027800480001 | Ladda upp en bild av detta fornminne      |
| Tolfta 49:1                                 | Stensättning            |              | Tolfta, Uppland     |                  | 60.384097, 17.564153 | 10027800490001 | Ladda upp en bild av detta fornminne      |
| Tolfta 50:1                                 | Grav- och boplatsområde |              | Tolfta, Uppland     |                  | 60.382024, 17.564792 | 10027800500001 | Ladda upp en bild av detta fornminne      |
| Tolfta 51:1                                 | Gravfält                |              | Tolfta, Uppland     |                  | 60.380465, 17.566950 | 10027800510001 | Ladda upp en bild av detta fornminne      |
| Tolfta 52:1                                 | Gravfält                |              | Tolfta, Uppland     |                  | 60.376665, 17.565871 | 10027800520001 | Ladda upp en bild av detta fornminne      |
| Tolfta 55:1                                 | Stensättning            |              | Tolfta, Uppland     |                  | 60.373049, 17.560348 | 10027800550001 | Ladda upp en bild av detta fornminne      |
| Tolfta 56:1                                 | Stensättning            |              | Tolfta, Uppland     |                  | 60.393597, 17.572746 | 10027800560001 | Ladda upp en bild av detta fornminne      |
| Tolfta 57:1                                 | Hög                     |              | Tolfta, Uppland     |                  | 60.402659, 17.576019 | 10027800570001 | Ladda upp en bild av detta fornminne      |
| Tolfta 57:2                                 | Stensättning            |              | Tolfta, Uppland     |                  | 60.402556, 17.575650 | 10027800570002 | Ladda upp en bild av detta fornminne      |
| Tolfta 57:3                                 | Stensättning            |              | Tolfta, Uppland     |                  | 60.402534, 17.576160 | 10027800570003 | Ladda upp en bild av detta fornminne      |
| Tolfta 58:1                                 | Hög                     |              | Tolfta, Uppland     |                  | 60.402123, 17.575936 | 10027800580001 | Ladda upp en bild av detta fornminne      |
| Tolfta 58:2                                 | Stensättning            |              | Tolfta, Uppland     |                  | 60.402271, 17.576218 | 10027800580002 | Ladda upp en bild av detta fornminne      |
| Tolfta 59:1                                 | Stensättning            |              | Tolfta, Uppland     |                  | 60.367126, 17.552669 | 10027800590001 | Ladda upp en bild av detta fornminne      |
| Tolfta 60:1                                 | Stensättning            |              | Tolfta, Uppland     |                  | 60.368626, 17.554639 | 10027800600001 | Ladda upp en bild av detta fornminne      |
| Tolfta 61:1                                 | Gravfält                |              | Tolfta, Uppland     |                  | 60.370012, 17.553739 | 10027800610001 | Ladda upp en bild av detta fornminne      |
| Tolfta 62:1                                 | Gravfält                |              | Tolfta, Uppland     |                  | 60.370882, 17.553649 | 10027800620001 | Ladda upp en bild av detta fornminne      |
| Tolfta 63:1                                 | Stensättning            |              | Tolfta, Uppland     |                  | 60.374048, 17.564607 | 10027800630001 | Ladda upp en bild av detta fornminne      |
| Tolfta 63:2                                 | Stensättning            |              | Tolfta, Uppland     |                  | 60.374035, 17.564346 | 10027800630002 | Ladda upp en bild av detta fornminne      |
| Tolfta 65:1                                 | Stensättning            |              | Tolfta, Uppland     |                  | 60.373226, 17.563299 | 10027800650001 | Ladda upp en bild av detta fornminne      |
| Tolfta 66:1                                 | Gravfält                |              | Tolfta, Uppland     |                  | 60.374705, 17.562567 | 10027800660001 | Ladda upp en bild av detta fornminne      |
| Tolfta 67:1                                 | Gravfält                |              | Tolfta, Uppland     |                  | 60.374747, 17.563701 | 10027800670001 | Ladda upp en bild av detta fornminne      |
| Tolfta 68:1                                 | Stensättning            |              | Tolfta, Uppland     |                  | 60.374887, 17.564313 | 10027800680001 | Ladda upp en bild av detta fornminne      |
| Tolfta 69:1                                 | Gravfält                |              | Tolfta, Uppland     |                  | 60.375194, 17.563789 | 10027800690001 | Ladda upp en bild av detta fornminne      |
| Tolfta 80:1                                 | Stensättning            |              | Tolfta, Uppland     |                  | 60.359948, 17.536345 | 10027800800001 | Ladda upp en bild av detta fornminne      |
| Tolfta 80:2                                 | Stensättning            |              | Tolfta, Uppland     |                  | 60.359842, 17.536317 | 10027800800002 | Ladda upp en bild av detta fornminne      |
| Tolfta 81:1                                 | Hög                     |              | Tolfta, Uppland     |                  | 60.418365, 17.603336 | 10027800810001 | Ladda upp en bild av detta fornminne      |
| Tolfta 83:1                                 | Stensättning            |              | Tolfta, Uppland     |                  | 60.407167, 17.586764 | 10027800830001 | Ladda upp en bild av detta fornminne      |
| Tolfta 83:2                                 | Stensättning            |              | Tolfta, Uppland     |                  | 60.407073, 17.586947 | 10027800830002 | Ladda upp en bild av detta fornminne      |
| Tolfta 86:1                                 | Hög                     |              | Tolfta, Uppland     |                  | 60.399738, 17.573856 | 10027800860001 | Ladda upp en bild av detta fornminne      |
| Tolfta 86:2                                 | Hög                     |              | Tolfta, Uppland     |                  | 60.399886, 17.573836 | 10027800860002 | Ladda upp en bild av detta fornminne      |
| Tolfta 87:2                                 | Minnesmärke             |              | Tolfta, Uppland     |                  | 60.402137, 17.578039 | 10027800870002 | Ladda upp en bild av detta fornminne      |
| Tolfta 90:1                                 | Stensättning            |              | Tolfta, Uppland     |                  | 60.403330, 17.591011 | 10027800900001 | Ladda upp en bild av detta fornminne      |
| Norra Sjukarby fäbod (Tolfta 94:1)          | Fäbod                   |              | Tolfta, Uppland     |                  | 60.385145, 17.484766 | 10027800940001 | Ladda upp en bild av detta fornminne      |
| Tolfta 104                                  | Gravfält                |              | Tolfta, Uppland     |                  | 60.359183, 17.525877 | 12000000096977 | Ladda upp en bild av detta fornminne      |
| Strömsbergs rostugnar (Tolfta 123)          | Rostningsplats          | 1849         | Tolfta, Uppland     | Strömsbergs bruk | 60.402503, 17.583756 | 12000000111153 | Ladda upp en till bild av detta fornminne |
| Surbrunnskällan (Tolfta 167)                | Brunn/kallkälla         |              | Tolfta, Uppland     |                  | 60.389824, 17.586359 | 12000000111221 | Ladda upp en bild av detta fornminne      |
| Tolfta 192                                  | Stensättning            |              | Tolfta, Uppland     |                  | 60.398295, 17.570479 | 12000000113227 | Ladda upp en bild av detta fornminne      |
| Tolfta 194                                  | Stensättning            |              | Tolfta, Uppland     |                  | 60.398300, 17.570239 | 12000000113230 | Ladda upp en bild av detta fornminne      |
| Södra Sjuklarbys gamla fäbodar (Tolfta 203) | Fäbod                   |              | Tolfta, Uppland     |                  | 60.377637, 17.478705 | 12000000124866 | Ladda upp en bild av detta fornminne      |
| Andersbo (Tolfta 221)                       | Lägenhetsbebyggelse     |              | Tolfta, Uppland     |                  | 60.374784, 17.659647 | 12000000128367 | Ladda upp en bild av detta fornminne      |
| Lill-Skallbo (Tolfta 226)                   | Lägenhetsbebyggelse     |              | Tolfta, Uppland     |                  | 60.376006, 17.676557 | 12000000128372 | Ladda upp en bild av detta fornminne      |
| Tolfta 234                                  | Stensättning            |              | Tolfta, Uppland     |                  | 60.368123, 17.554580 | 12000000128685 | Ladda upp en bild av detta fornminne      |
| Tolfta 235                                  | Stensättning            |              | Tolfta, Uppland     |                  | 60.373023, 17.562257 | 12000000128686 | Ladda upp en bild av detta fornminne      |
| Tolfta 248                                  | Lägenhetsbebyggelse     |              | Tolfta, Uppland     |                  | 60.389517, 17.550957 | 12000000128818 | Ladda upp en bild av detta fornminne      |
| Tolfta 255                                  | Lägenhetsbebyggelse     |              | Tolfta, Uppland     |                  | 60.391063, 17.550229 | 12000000128825 | Ladda upp en bild av detta fornminne      |
| Tolfta 264                                  | Stensättning            |              | Tolfta, Uppland     |                  | 60.347812, 17.543578 | 12000000129111 | Ladda upp en bild av detta fornminne      |
| Tolfta 265                                  | Stensättning            |              | Tolfta, Uppland     |                  | 60.349810, 17.544297 | 12000000129112 | Ladda upp en bild av detta fornminne      |
| Tolfta 267                                  | Stensättning            |              | Tolfta, Uppland     |                  | 60.347790, 17.543332 | 12000000129114 | Ladda upp en bild av detta fornminne      |
| Tolfta 268                                  | Stensättning            |              | Tolfta, Uppland     |                  | 60.347712, 17.543528 | 12000000129115 | Ladda upp en bild av detta fornminne      |
| Tolfta 272                                  | Lägenhetsbebyggelse     |              | Tolfta, Uppland     |                  | 60.363803, 17.524422 | 12000000129210 | Ladda upp en bild av detta fornminne      |
| Tolfta 277                                  | Lägenhetsbebyggelse     |              | Tolfta, Uppland     |                  | 60.368350, 17.528562 | 12000000129215 | Ladda upp en bild av detta fornminne      |
| Tolfta 278                                  | Lägenhetsbebyggelse     |              | Tolfta, Uppland     |                  | 60.384636, 17.577476 | 12000000129298 | Ladda upp en bild av detta fornminne      |
| Tolfta 280                                  | Stensättning            |              | Tolfta, Uppland     |                  | 60.348578, 17.544200 | 12000000129300 | Ladda upp en bild av detta fornminne      |
| Tolfta 281                                  | Lägenhetsbebyggelse     |              | Tolfta, Uppland     |                  | 60.381526, 17.571547 | 12000000129301 | Ladda upp en bild av detta fornminne      |
| Tolfta 282                                  | Lägenhetsbebyggelse     |              | Tolfta, Uppland     |                  | 60.381870, 17.570702 | 12000000129302 | Ladda upp en bild av detta fornminne      |
| Tolfta 284                                  | Lägenhetsbebyggelse     |              | Tolfta, Uppland     |                  | 60.382912, 17.574744 | 12000000129304 | Ladda upp en bild av detta fornminne      |
| Tolfta 285                                  | Stensättning            |              | Tolfta, Uppland     |                  | 60.348725, 17.544348 | 12000000129305 | Ladda upp en bild av detta fornminne      |
| Tolfta 308                                  | Stensättning            |              | Tolfta, Uppland     |                  | 60.349653, 17.543899 | 12000000129330 | Ladda upp en bild av detta fornminne      |
| Tolfta 316                                  | Stensättning            |              | Tolfta, Uppland     |                  | 60.415845, 17.599090 | 12000000129342 | Ladda upp en bild av detta fornminne      |
| Tolfta 317                                  | Stensättning            |              | Tolfta, Uppland     |                  | 60.374965, 17.564300 | 12000000129343 | Ladda upp en bild av detta fornminne      |
| Mjölnargårdstorpet (Tolfta 327)             | Lägenhetsbebyggelse     |              | Tolfta, Uppland     |                  | 60.404534, 17.585996 | 12000000129363 | Ladda upp en bild av detta fornminne      |
| Tolfta 328                                  | Stensättning            |              | Tolfta, Uppland     |                  | 60.355263, 17.548440 | 12000000129386 | Ladda upp en bild av detta fornminne      |

## Västland
| Namn                                     | Lämningstyp      | Tillkomsttid | Historisk indelning | Plats | Läge                 | ID-nr          | Bild                                 |
| ---------------------------------------- | ---------------- | ------------ | ------------------- | ----- | -------------------- | -------------- | ------------------------------------ |
| Trollberget(backens namn) (Västland 2:1) | Röse             |              | Västland, Uppland   |       | 60.422871, 17.601853 | 10029500020001 | Ladda upp en bild av detta fornminne |
| Västland 3:1                             | Stensättning     |              | Västland, Uppland   |       | 60.420308, 17.607008 | 10029500030001 | Ladda upp en bild av detta fornminne |
| Västland 4:1                             | Stensättning     |              | Västland, Uppland   |       | 60.435455, 17.604730 | 10029500040001 | Ladda upp en bild av detta fornminne |
| Västland 4:2                             | Hög              |              | Västland, Uppland   |       | 60.435598, 17.605233 | 10029500040002 | Ladda upp en bild av detta fornminne |
| Västland 5:1                             | Gravfält         |              | Västland, Uppland   |       | 60.436782, 17.604921 | 10029500050001 | Ladda upp en bild av detta fornminne |
| Västland 6:1                             | Gravfält         |              | Västland, Uppland   |       | 60.437650, 17.605150 | 10029500060001 | Ladda upp en bild av detta fornminne |
| Västland 7:1                             | Hög              |              | Västland, Uppland   |       | 60.437375, 17.605562 | 10029500070001 | Ladda upp en bild av detta fornminne |
| Västland 9:1                             | Stensättning     |              | Västland, Uppland   |       | 60.438577, 17.605636 | 10029500090001 | Ladda upp en bild av detta fornminne |
| Västland 11:1                            | Stensättning     |              | Västland, Uppland   |       | 60.439902, 17.606822 | 10029500110001 | Ladda upp en bild av detta fornminne |
| Västland 13:1                            | Röse             |              | Västland, Uppland   |       | 60.440627, 17.600524 | 10029500130001 | Ladda upp en bild av detta fornminne |
| Västland 16:1                            | Hög              |              | Västland, Uppland   |       | 60.448323, 17.611628 | 10029500160001 | Ladda upp en bild av detta fornminne |
| Västland 17:1                            | Hög              |              | Västland, Uppland   |       | 60.444459, 17.614884 | 10029500170001 | Ladda upp en bild av detta fornminne |
| Västland 17:2                            | Stensättning     |              | Västland, Uppland   |       | 60.444357, 17.614552 | 10029500170002 | Ladda upp en bild av detta fornminne |
| Västland 18:1                            | Hög              |              | Västland, Uppland   |       | 60.444148, 17.613497 | 10029500180001 | Ladda upp en bild av detta fornminne |
| Västland 18:2                            | Hög              |              | Västland, Uppland   |       | 60.444369, 17.613431 | 10029500180002 | Ladda upp en bild av detta fornminne |
| Västland 18:3                            | Hög              |              | Västland, Uppland   |       | 60.444026, 17.613728 | 10029500180003 | Ladda upp en bild av detta fornminne |
| Västland 18:4                            | Hög              |              | Västland, Uppland   |       | 60.443909, 17.613599 | 10029500180004 | Ladda upp en bild av detta fornminne |
| Västland 20:1                            | Gravfält         |              | Västland, Uppland   |       | 60.438268, 17.611753 | 10029500200001 | Ladda upp en bild av detta fornminne |
| Västland 21:1                            | Gravfält         |              | Västland, Uppland   |       | 60.439648, 17.613280 | 10029500210001 | Ladda upp en bild av detta fornminne |
| Västland 22:1                            | Stensättning     |              | Västland, Uppland   |       | 60.429666, 17.623428 | 10029500220001 | Ladda upp en bild av detta fornminne |
| Västland 28:1                            | Röse             |              | Västland, Uppland   |       | 60.464591, 17.598761 | 10029500280001 | Ladda upp en bild av detta fornminne |
| Västland 28:2                            | Stensättning     |              | Västland, Uppland   |       | 60.464455, 17.598223 | 10029500280002 | Ladda upp en bild av detta fornminne |
| Västland 29:1                            | Röse             |              | Västland, Uppland   |       | 60.474171, 17.568393 | 10029500290001 | Ladda upp en bild av detta fornminne |
| Västland 29:2                            | Stensättning     |              | Västland, Uppland   |       | 60.474602, 17.568670 | 10029500290002 | Ladda upp en bild av detta fornminne |
| Västland 29:3                            | Röse             |              | Västland, Uppland   |       | 60.475104, 17.568519 | 10029500290003 | Ladda upp en bild av detta fornminne |
| Västland 30:1                            | Röse             |              | Västland, Uppland   |       | 60.470792, 17.577126 | 10029500300001 | Ladda upp en bild av detta fornminne |
| Västland 31:1                            | Röse             |              | Västland, Uppland   |       | 60.483644, 17.621123 | 10029500310001 | Ladda upp en bild av detta fornminne |
| Västland 32:1                            | Stensättning     |              | Västland, Uppland   |       | 60.484541, 17.617652 | 10029500320001 | Ladda upp en bild av detta fornminne |
| Västland 33:1                            | Gravfält         |              | Västland, Uppland   |       | 60.485689, 17.618831 | 10029500330001 | Ladda upp en bild av detta fornminne |
| Västland 34:1                            | Gravfält         |              | Västland, Uppland   |       | 60.487373, 17.619211 | 10029500340001 | Ladda upp en bild av detta fornminne |
| Västland 35:1                            | Gravfält         |              | Västland, Uppland   |       | 60.487322, 17.617915 | 10029500350001 | Ladda upp en bild av detta fornminne |
| Västland 36:1                            | Gravfält         |              | Västland, Uppland   |       | 60.486667, 17.600449 | 10029500360001 | Ladda upp en bild av detta fornminne |
| Västland 37:1                            | Gravfält         |              | Västland, Uppland   |       | 60.461937, 17.617897 | 10029500370001 | Ladda upp en bild av detta fornminne |
| Västland 41:1                            | Gravfält         |              | Västland, Uppland   |       | 60.485656, 17.619564 | 10029500410001 | Ladda upp en bild av detta fornminne |
| Västland 42:1                            | Stensättning     |              | Västland, Uppland   |       | 60.484130, 17.618351 | 10029500420001 | Ladda upp en bild av detta fornminne |
| Västland 42:2                            | Stensättning     |              | Västland, Uppland   |       | 60.484085, 17.618185 | 10029500420002 | Ladda upp en bild av detta fornminne |
| Västland 43:1                            | Stensättning     |              | Västland, Uppland   |       | 60.483763, 17.619004 | 10029500430001 | Ladda upp en bild av detta fornminne |
| Västland 45:1                            | Gravfält         |              | Västland, Uppland   |       | 60.462885, 17.645037 | 10029500450001 | Ladda upp en bild av detta fornminne |
| Västland 46:2                            | Gravfält         |              | Västland, Uppland   |       | 60.463103, 17.644603 | 10029500460002 | Ladda upp en bild av detta fornminne |
| Västland 48:1                            | Gravfält         |              | Västland, Uppland   |       | 60.462544, 17.644607 | 10029500480001 | Ladda upp en bild av detta fornminne |
| Västland 50:1                            | Stensättning     |              | Västland, Uppland   |       | 60.459680, 17.622365 | 10029500500001 | Ladda upp en bild av detta fornminne |
| Västland 51:1                            | Stensättning     |              | Västland, Uppland   |       | 60.469169, 17.627306 | 10029500510001 | Ladda upp en bild av detta fornminne |
| Västland 52:1                            | Stensättning     |              | Västland, Uppland   |       | 60.447760, 17.621609 | 10029500520001 | Ladda upp en bild av detta fornminne |
| Västland 53:1                            | Stensättning     |              | Västland, Uppland   |       | 60.449243, 17.621954 | 10029500530001 | Ladda upp en bild av detta fornminne |
| Västland 54:1                            | Stensättning     |              | Västland, Uppland   |       | 60.455108, 17.628508 | 10029500540001 | Ladda upp en bild av detta fornminne |
| Västland 56:1                            | Begravningsplats |              | Västland, Uppland   |       | 60.451964, 17.615921 | 10029500560001 | Ladda upp en bild av detta fornminne |
| Västland 57:1                            | Hög              |              | Västland, Uppland   |       | 60.433767, 17.604530 | 10029500570001 | Ladda upp en bild av detta fornminne |
| Västland 57:2                            | Hög              |              | Västland, Uppland   |       | 60.433643, 17.604262 | 10029500570002 | Ladda upp en bild av detta fornminne |
| Västland 63:1                            | Stensättning     |              | Västland, Uppland   |       | 60.437630, 17.606521 | 10029500630001 | Ladda upp en bild av detta fornminne |
| Västland 68:1                            | Hög              |              | Västland, Uppland   |       | 60.430316, 17.600845 | 10029500680001 | Ladda upp en bild av detta fornminne |
| Västland 101:1                           | Gravfält         |              | Västland, Uppland   |       | 60.514543, 17.597272 | 10029501010001 | Ladda upp en bild av detta fornminne |
| Västland 102:1                           | Gravfält         |              | Västland, Uppland   |       | 60.514249, 17.597544 | 10029501020001 | Ladda upp en bild av detta fornminne |
| Västland 105:1                           | Röse             |              | Västland, Uppland   |       | 60.497973, 17.644297 | 10029501050001 | Ladda upp en bild av detta fornminne |
| Västland 111:1                           | Fästning/skans   |              | Västland, Uppland   |       | 60.555214, 17.641994 | 10029501110001 | Ladda upp en bild av detta fornminne |
| Västland 112:1                           | Gravfält         |              | Västland, Uppland   |       | 60.523895, 17.610885 | 10029501120001 | Ladda upp en bild av detta fornminne |
| Västland 115:1                           | Gravfält         |              | Västland, Uppland   |       | 60.515696, 17.590146 | 10029501150001 | Ladda upp en bild av detta fornminne |
| Västland 116:1                           | Röse             |              | Västland, Uppland   |       | 60.484589, 17.653249 | 10029501160001 | Ladda upp en bild av detta fornminne |
| Västland 117:1                           | Gravfält         |              | Västland, Uppland   |       | 60.492525, 17.650643 | 10029501170001 | Ladda upp en bild av detta fornminne |
| Västland 119:1                           | Stensättning     |              | Västland, Uppland   |       | 60.523097, 17.610846 | 10029501190001 | Ladda upp en bild av detta fornminne |
| Västland 119:2                           | Stensättning     |              | Västland, Uppland   |       | 60.523210, 17.610755 | 10029501190002 | Ladda upp en bild av detta fornminne |

## Österlövsta
| Namn                                        | Lämningstyp             | Tillkomsttid | Historisk indelning  | Plats | Läge                 | ID-nr          | Bild                                 |
| ------------------------------------------- | ----------------------- | ------------ | -------------------- | ----- | -------------------- | -------------- | ------------------------------------ |
| Österlövsta 28:1                            | Gravfält                |              | Österlövsta, Uppland |       | 60.440018, 17.785987 | 10030200280001 | Ladda upp en bild av detta fornminne |
| Österlövsta 29:1                            | Hög                     |              | Österlövsta, Uppland |       | 60.440277, 17.786285 | 10030200290001 | Ladda upp en bild av detta fornminne |
| Österlövsta 30:1                            | Hög                     |              | Österlövsta, Uppland |       | 60.434034, 17.781964 | 10030200300001 | Ladda upp en bild av detta fornminne |
| Österlövsta 30:2                            | Stensättning            |              | Österlövsta, Uppland |       | 60.434060, 17.782028 | 10030200300002 | Ladda upp en bild av detta fornminne |
| Österlövsta 32:1                            | Röse                    |              | Österlövsta, Uppland |       | 60.429875, 17.732909 | 10030200320001 | Ladda upp en bild av detta fornminne |
| Österlövsta 32:2                            | Röse                    |              | Österlövsta, Uppland |       | 60.429850, 17.732818 | 10030200320002 | Ladda upp en bild av detta fornminne |
| Österlövsta 102:1                           | Gravfält                |              | Österlövsta, Uppland |       | 60.414789, 17.683430 | 10030201020001 | Ladda upp en bild av detta fornminne |
| Österlövsta 103:1                           | Röse                    |              | Österlövsta, Uppland |       | 60.415679, 17.681006 | 10030201030001 | Ladda upp en bild av detta fornminne |
| Österlövsta 105:1                           | Röse                    |              | Österlövsta, Uppland |       | 60.415320, 17.693233 | 10030201050001 | Ladda upp en bild av detta fornminne |
| Österlövsta 105:2                           | Röse                    |              | Österlövsta, Uppland |       | 60.415196, 17.693473 | 10030201050002 | Ladda upp en bild av detta fornminne |
| Österlövsta 105:3                           | Röse                    |              | Österlövsta, Uppland |       | 60.415131, 17.694004 | 10030201050003 | Ladda upp en bild av detta fornminne |
| Österlövsta 106:1                           | Stensättning            |              | Österlövsta, Uppland |       | 60.414220, 17.693813 | 10030201060001 | Ladda upp en bild av detta fornminne |
| Österlövsta 106:2                           | Röse                    |              | Österlövsta, Uppland |       | 60.414270, 17.693559 | 10030201060002 | Ladda upp en bild av detta fornminne |
| Borgkungen (Österlövsta 107:1)              | Röse                    |              | Österlövsta, Uppland |       | 60.414138, 17.692529 | 10030201070001 | Ladda upp en bild av detta fornminne |
| Österlövsta 110:1                           | Röse                    |              | Österlövsta, Uppland |       | 60.414030, 17.690564 | 10030201100001 | Ladda upp en bild av detta fornminne |
| Österlövsta 111:1                           | Stensättning            |              | Österlövsta, Uppland |       | 60.414011, 17.689716 | 10030201110001 | Ladda upp en bild av detta fornminne |
| Österlövsta 111:2                           | Röse                    |              | Österlövsta, Uppland |       | 60.413946, 17.689584 | 10030201110002 | Ladda upp en bild av detta fornminne |
| Österlövsta 112:1                           | Röse                    |              | Österlövsta, Uppland |       | 60.404518, 17.694508 | 10030201120001 | Ladda upp en bild av detta fornminne |
| Österlövsta 114:1                           | Gravfält                |              | Österlövsta, Uppland |       | 60.414100, 17.702610 | 10030201140001 | Ladda upp en bild av detta fornminne |
| Österlövsta 115:1                           | Röse                    |              | Österlövsta, Uppland |       | 60.405202, 17.695173 | 10030201150001 | Ladda upp en bild av detta fornminne |
| Österlövsta 118:1                           | Gravfält                |              | Österlövsta, Uppland |       | 60.423160, 17.774033 | 10030201180001 | Ladda upp en bild av detta fornminne |
| Kungshögen (Österlövsta 120:1)              | Hög                     |              | Österlövsta, Uppland |       | 60.425638, 17.775645 | 10030201200001 | Ladda upp en bild av detta fornminne |
| Österlövsta 120:2                           | Hög                     |              | Österlövsta, Uppland |       | 60.425636, 17.775652 | 10030201200002 | Ladda upp en bild av detta fornminne |
| Österlövsta 122:1                           | Röse                    |              | Österlövsta, Uppland |       | 60.433616, 17.724979 | 10030201220001 | Ladda upp en bild av detta fornminne |
| Österlövsta 122:2                           | Röse                    |              | Österlövsta, Uppland |       | 60.433531, 17.725353 | 10030201220002 | Ladda upp en bild av detta fornminne |
| Österlövsta 130:1                           | Gravfält                |              | Österlövsta, Uppland |       | 60.405500, 17.763452 | 10030201300001 | Ladda upp en bild av detta fornminne |
| Österlövsta 137:1                           | Gravfält                |              | Österlövsta, Uppland |       | 60.440442, 17.779851 | 10030201370001 | Ladda upp en bild av detta fornminne |
| Österlövsta 138:1                           | Hög                     |              | Österlövsta, Uppland |       | 60.441184, 17.779338 | 10030201380001 | Ladda upp en bild av detta fornminne |
| Österlövsta 141:1                           | Kyrka/kapell            |              | Österlövsta, Uppland |       | 60.435726, 17.781690 | 10030201410001 | Ladda upp en bild av detta fornminne |
| Österlövsta 142:1                           | Gravfält                |              | Österlövsta, Uppland |       | 60.441169, 17.786165 | 10030201420001 | Ladda upp en bild av detta fornminne |
| Österlövsta 203:1                           | Röse                    |              | Österlövsta, Uppland |       | 60.466413, 17.702558 | 10030202030001 | Ladda upp en bild av detta fornminne |
| Österlövsta 203:2                           | Röse                    |              | Österlövsta, Uppland |       | 60.466336, 17.703185 | 10030202030002 | Ladda upp en bild av detta fornminne |
| Österlövsta 203:3                           | Röse                    |              | Österlövsta, Uppland |       | 60.466329, 17.703359 | 10030202030003 | Ladda upp en bild av detta fornminne |
| Österlövsta 205:2                           | Gravfält                |              | Österlövsta, Uppland |       | 60.474571, 17.754622 | 10030202050002 | Ladda upp en bild av detta fornminne |
| Österlövsta 206:1                           | Gravfält                |              | Österlövsta, Uppland |       | 60.456752, 17.774069 | 10030202060001 | Ladda upp en bild av detta fornminne |
| Österlövsta 207:1                           | Gravfält                |              | Österlövsta, Uppland |       | 60.455350, 17.776537 | 10030202070001 | Ladda upp en bild av detta fornminne |
| Österlövsta 208:1                           | Gravfält                |              | Österlövsta, Uppland |       | 60.457708, 17.780875 | 10030202080001 | Ladda upp en bild av detta fornminne |
| Österlövsta 210:1                           | Gravfält                |              | Österlövsta, Uppland |       | 60.457197, 17.776645 | 10030202100001 | Ladda upp en bild av detta fornminne |
| Österlövsta 213:1                           | Gravfält                |              | Österlövsta, Uppland |       | 60.502089, 17.750994 | 10030202130001 | Ladda upp en bild av detta fornminne |
| Österlövsta 214:1                           | Gravfält                |              | Österlövsta, Uppland |       | 60.499619, 17.750882 | 10030202140001 | Ladda upp en bild av detta fornminne |
| Österlövsta 215:1                           | Stensättning            |              | Österlövsta, Uppland |       | 60.499243, 17.751377 | 10030202150001 | Ladda upp en bild av detta fornminne |
| Tegelstugaren (Österlövsta 222:1)           | Lägenhetsbebyggelse     |              | Österlövsta, Uppland |       | 60.395002, 17.902127 | 10030202220001 | Ladda upp en bild av detta fornminne |
| Kvarnbo (Österlövsta 224:1)                 | Lägenhetsbebyggelse     |              | Österlövsta, Uppland |       | 60.380643, 17.904984 | 10030202240001 | Ladda upp en bild av detta fornminne |
| Holmens (Österlövsta 227:1)                 | Lägenhetsbebyggelse     |              | Österlövsta, Uppland |       | 60.382794, 17.944958 | 10030202270001 | Ladda upp en bild av detta fornminne |
| Per-Hans, Olofmans torp (Österlövsta 229:1) | Lägenhetsbebyggelse     |              | Österlövsta, Uppland |       | 60.378982, 17.937165 | 10030202290001 | Ladda upp en bild av detta fornminne |
| Österlövsta 232:1                           | Stensättning            |              | Österlövsta, Uppland |       | 60.363196, 17.941286 | 10030202320001 | Ladda upp en bild av detta fornminne |
| Västerbacken (Österlövsta 277)              | Lägenhetsbebyggelse     |              | Österlövsta, Uppland |       | 60.397624, 17.870229 | 12000000117028 | Ladda upp en bild av detta fornminne |
| Knuters (Österlövsta 283)                   | Lägenhetsbebyggelse     |              | Österlövsta, Uppland |       | 60.407532, 17.845600 | 12000000117034 | Ladda upp en bild av detta fornminne |
| Österlövsta 379                             | Husgrund, historisk tid |              | Österlövsta, Uppland |       | 60.401667, 17.883839 | 12000000118252 | Ladda upp en bild av detta fornminne |
| Österlövsta 402                             | Husgrund, historisk tid |              | Österlövsta, Uppland |       | 60.382785, 17.896269 | 12000000118830 | Ladda upp en bild av detta fornminne |
| Österlövsta 439                             | Lägenhetsbebyggelse     |              | Österlövsta, Uppland |       | 60.396978, 17.878637 | 12000000122259 | Ladda upp en bild av detta fornminne |
| Österlövsta 446                             | Lägenhetsbebyggelse     |              | Österlövsta, Uppland |       | 60.396013, 17.876748 | 12000000122272 | Ladda upp en bild av detta fornminne |
| Österlövsta 460                             | Minnesmärke             |              | Österlövsta, Uppland |       | 60.396310, 17.870930 | 12000000122288 | Ladda upp en bild av detta fornminne |
| Österlövsta 461                             | Lägenhetsbebyggelse     |              | Österlövsta, Uppland |       | 60.396336, 17.874188 | 12000000122289 | Ladda upp en bild av detta fornminne |
| Österlövsta 536                             | Lägenhetsbebyggelse     |              | Österlövsta, Uppland |       | 60.371859, 17.878228 | 12000000123187 | Ladda upp en bild av detta fornminne |
| Österlövsta 551                             | Lägenhetsbebyggelse     |              | Österlövsta, Uppland |       | 60.370294, 17.878986 | 12000000123202 | Ladda upp en bild av detta fornminne |
| Österlövsta 578                             | Husgrund, historisk tid |              | Österlövsta, Uppland |       | 60.468896, 17.704821 | 12000000123807 | Ladda upp en bild av detta fornminne |
| Bosvidja (Österlövsta 579)                  | Lägenhetsbebyggelse     |              | Österlövsta, Uppland |       | 60.468709, 17.704388 | 12000000123808 | Ladda upp en bild av detta fornminne |
| Prästgårdstorpet [1687] (Österlövsta 581)   | Lägenhetsbebyggelse     |              | Österlövsta, Uppland |       | 60.410399, 17.915109 | 12000000123978 | Ladda upp en bild av detta fornminne |
| Österlövsta 586                             | Lägenhetsbebyggelse     |              | Österlövsta, Uppland |       | 60.341891, 17.700894 | 12000000124148 | Ladda upp en bild av detta fornminne |
| Österlövsta 590                             | Lägenhetsbebyggelse     |              | Österlövsta, Uppland |       | 60.410844, 17.893100 | 12000000124257 | Ladda upp en bild av detta fornminne |
| Risfors (Österlövsta 611)                   | Lägenhetsbebyggelse     |              | Österlövsta, Uppland |       | 60.417541, 17.903130 | 12000000124364 | Ladda upp en bild av detta fornminne |
| Österlövsta 632                             | Lägenhetsbebyggelse     |              | Österlövsta, Uppland |       | 60.347729, 17.705412 | 12000000124468 | Ladda upp en bild av detta fornminne |
| Gammelstället (Österlövsta 634)             | Lägenhetsbebyggelse     |              | Österlövsta, Uppland |       | 60.345260, 17.706049 | 12000000124470 | Ladda upp en bild av detta fornminne |
| Lillvreten [1704] (Österlövsta 640)         | Lägenhetsbebyggelse     |              | Österlövsta, Uppland |       | 60.425791, 17.854276 | 12000000124478 | Ladda upp en bild av detta fornminne |
| Österlövsta 646                             | Runristning             |              | Österlövsta, Uppland |       | 60.474655, 17.753781 | 12000000124532 | Ladda upp en bild av detta fornminne |
| Eklundstorp (Österlövsta 654)               | Lägenhetsbebyggelse     |              | Österlövsta, Uppland |       | 60.471798, 17.838497 | 12000000124828 | Ladda upp en bild av detta fornminne |
| Österlövsta 700                             | Lägenhetsbebyggelse     |              | Österlövsta, Uppland |       | 60.457975, 17.776062 | 12000000125144 | Ladda upp en bild av detta fornminne |
| Österlövsta 707                             | Stensättning            |              | Österlövsta, Uppland |       | 60.456297, 17.776842 | 12000000125151 | Ladda upp en bild av detta fornminne |
| Österlövsta 708                             | Stensättning            |              | Österlövsta, Uppland |       | 60.457058, 17.777133 | 12000000125152 | Ladda upp en bild av detta fornminne |
| Mats Öhmans (Österlövsta 720)               | Lägenhetsbebyggelse     |              | Österlövsta, Uppland |       | 60.364036, 17.837952 | 12000000125267 | Ladda upp en bild av detta fornminne |
| Anders Perssons (Österlövsta 723)           | Lägenhetsbebyggelse     |              | Österlövsta, Uppland |       | 60.360382, 17.853535 | 12000000125273 | Ladda upp en bild av detta fornminne |
| Olof Öhmans (Österlövsta 727)               | Lägenhetsbebyggelse     |              | Österlövsta, Uppland |       | 60.361791, 17.841357 | 12000000125277 | Ladda upp en bild av detta fornminne |
| Jacob Jacobssons (Österlövsta 729)          | Lägenhetsbebyggelse     |              | Österlövsta, Uppland |       | 60.361993, 17.850126 | 12000000125279 | Ladda upp en bild av detta fornminne |
| Risön (Österlövsta 735)                     | Lägenhetsbebyggelse     |              | Österlövsta, Uppland |       | 60.309076, 17.864871 | 12000000125323 | Ladda upp en bild av detta fornminne |
| Österlövsta 742                             | Stensättning            |              | Österlövsta, Uppland |       | 60.455337, 17.778390 | 12000000125378 | Ladda upp en bild av detta fornminne |
| Smedstorp (Österlövsta 743)                 | Lägenhetsbebyggelse     |              | Österlövsta, Uppland |       | 60.456939, 17.795746 | 12000000125379 | Ladda upp en bild av detta fornminne |
| Fäbodvallen (Österlövsta 756)               | Fäbod                   |              | Österlövsta, Uppland |       | 60.356129, 17.765765 | 12000000125809 | Ladda upp en bild av detta fornminne |
| Smedstorp (Österlövsta 759)                 | Lägenhetsbebyggelse     |              | Österlövsta, Uppland |       | 60.317200, 17.914752 | 12000000125812 | Ladda upp en bild av detta fornminne |
| Österlövsta 808                             | Lägenhetsbebyggelse     |              | Österlövsta, Uppland |       | 60.344223, 17.694532 | 12000000126191 | Ladda upp en bild av detta fornminne |
| Österlövsta 823                             | Begravningsplats        |              | Österlövsta, Uppland |       | 60.435685, 17.781322 | 12000000126229 | Ladda upp en bild av detta fornminne |
| Österlövsta 825                             | Röse                    |              | Österlövsta, Uppland |       | 60.391392, 17.721962 | 12000000126701 | Ladda upp en bild av detta fornminne |
| Österlövsta 827                             | Röse                    |              | Österlövsta, Uppland |       | 60.390373, 17.719723 | 12000000126703 | Ladda upp en bild av detta fornminne |
| Österlövsta 829                             | Röse                    |              | Österlövsta, Uppland |       | 60.391417, 17.721625 | 12000000126705 | Ladda upp en bild av detta fornminne |
| Jacob Anderssons (Österlövsta 852)          | Lägenhetsbebyggelse     |              | Österlövsta, Uppland |       | 60.362703, 17.831068 | 12000000126866 | Ladda upp en bild av detta fornminne |
| Österlövsta 873                             | Stensättning            |              | Österlövsta, Uppland |       | 60.467307, 17.708178 | 12000000127273 | Ladda upp en bild av detta fornminne |
| Österlövsta 881                             | Stensättning            |              | Österlövsta, Uppland |       | 60.467292, 17.708145 | 12000000127283 | Ladda upp en bild av detta fornminne |
| Österlövsta 890                             | Lägenhetsbebyggelse     |              | Österlövsta, Uppland |       | 60.360868, 17.828685 | 12000000127292 | Ladda upp en bild av detta fornminne |
| Mats Anders (Österlövsta 896)               | Lägenhetsbebyggelse     |              | Österlövsta, Uppland |       | 60.361053, 17.829945 | 12000000127299 | Ladda upp en bild av detta fornminne |
| Pehr Anderssons (Österlövsta 910)           | Lägenhetsbebyggelse     |              | Österlövsta, Uppland |       | 60.335945, 17.939532 | 12000000127346 | Ladda upp en bild av detta fornminne |
| Körartorp (Österlövsta 921)                 | Lägenhetsbebyggelse     |              | Österlövsta, Uppland |       | 60.393498, 17.786834 | 12000000127362 | Ladda upp en bild av detta fornminne |
| Österlövsta 922                             | Husgrund, historisk tid |              | Österlövsta, Uppland |       | 60.393983, 17.786505 | 12000000127363 | Ladda upp en bild av detta fornminne |
| Laggars (Österlövsta 946)                   | Lägenhetsbebyggelse     |              | Österlövsta, Uppland |       | 60.359114, 17.818127 | 12000000127529 | Ladda upp en bild av detta fornminne |
| Daniel Kämpes torp (Österlövsta 951)        | Lägenhetsbebyggelse     |              | Österlövsta, Uppland |       | 60.357598, 17.811068 | 12000000127536 | Ladda upp en bild av detta fornminne |
| Anders Elgs torp (Österlövsta 953)          | Lägenhetsbebyggelse     |              | Österlövsta, Uppland |       | 60.365810, 17.811637 | 12000000127538 | Ladda upp en bild av detta fornminne |
| Skytt Anders torp (Österlövsta 954)         | Lägenhetsbebyggelse     |              | Österlövsta, Uppland |       | 60.373702, 17.814412 | 12000000127539 | Ladda upp en bild av detta fornminne |
| Mjölnarbo (Österlövsta 967)                 | Lägenhetsbebyggelse     |              | Österlövsta, Uppland |       | 60.476625, 17.733877 | 12000000127688 | Ladda upp en bild av detta fornminne |
| Sandbo (Österlövsta 993)                    | Lägenhetsbebyggelse     |              | Österlövsta, Uppland |       | 60.496458, 17.846926 | 12000000127936 | Ladda upp en bild av detta fornminne |
| Skyttskär Norrgården (Österlövsta 998)      | Lägenhetsbebyggelse     |              | Österlövsta, Uppland |       | 60.515606, 17.696406 | 12000000128037 | Ladda upp en bild av detta fornminne |